# 魔界水滸伝
『魔界水滸伝』（まかいすいこでん）は、栗本薫による伝奇SF小説。
H・P・ラヴクラフトの創造したクトゥルー神話のモチーフを取り入れ、地球を侵略しようとするクトゥルーの神々と、それを阻止しようとする神州・日本を中心とする地球古来の神々との闘い、そして神々の圧倒的な力の前に滅びて行こうとする人類の危難を描いた大河小説。題名に見える『水滸伝』にあやかり、百八の星を背負う神々、人々が集結し、クトゥルーの邪神の侵略に対抗していくさまが描かれている。

## 連載の経緯
角川春樹の助言を受けて書き始められた。『野性時代』1981年9月号・10月号に連載され、同年11月にカドカワノベルズ（角川書店）より刊行された第1巻を皮切りとして順調に巻数を重ね、1991年6月刊行の第20巻をもって完結した。前半11巻が第一部「魔界誕生編」、後半9巻が第二部「地球聖戦編」とされる。また、外伝として『白銀の神話』全4巻が刊行されている。これらはのちに角川文庫からも刊行された。正伝はハルキ文庫からも刊行されている。
1995年3月からは、「銀河聖戦編」として続編『新・魔界水滸伝』の刊行が始まり、4巻まで角川文庫から刊行されたが、栗本の逝去により未完となっている。
発表形態としては、『野性時代』に連載もしくは一挙掲載されたのちに、カドカワノベルズから刊行されていた。ただし、外伝『白銀の神話』最終巻のみは、カドカワノベルズから書下ろしとして刊行された。カドカワノベルズ版および角川文庫版の表紙、口絵、挿絵は 永井豪、ハルキ文庫版の挿画はもりおかしんいちが手がけている。

## あらすじ
私大生・伊吹涼、女子大生・白鳥夏姫、華族の末裔・藤原華子は奇妙な悪夢に悩まされていた。
198X年の夏、彼らは銀座の画廊に集められ、画廊の主人・結城大和とその妹・伽耶子と出会う。そこで彼らは狂気の天才画家・葛城繁が残した怪奇な数枚の絵を目にする。それはクトゥルーの邪神による地球侵略の開始を告げる、予言の絵であった。
彼らは、古来より神州・日本に住まってきた神々・先住者の末裔であり、その侵略から地球を守るべく覚醒を促される。
だが、《火の民》伊吹一族の末裔であるはずの伊吹涼だけはなぜか覚醒しなかった。いぶかる周囲の先住者に、《山の民》の長老・許斐老人は涼が《火の民》の血を引いていないことを明かし、その証拠として、彼の名「涼」に見える、本来、火とは相いれないはずの部首「氵」を挙げる。先住者たちに囲まれ、怯える涼の前に、突如、おぞましいクトゥルーの邪神ツァトゥグァが出現する。
数日後、ルポライター・安西雄介は涼が口走る「葛城繁」という名に興味を持ち、ショックから立ち直れずにいる涼のもとを訪れる。葛城繁は、雄介が恋い焦がれる貴婦人・葛城秌子の叔父にあたり、その死は何か人間でないものに殺されたとしか思えない、奇怪にして残忍なものであったというのだ。
涼とともに銀座の画廊を訪れた雄介は、画廊がすでになく、そこが平凡な事務所になっていることを知った。だが、その事務所に足を踏み入れたとたん、雄介はそこが魚のような風貌の人間－インスマウス人の巣窟となっていることを目の当たりにした。それをきっかけとして、本格的に調査を開始した雄介は、涼に聞いた風体から藤原華子の正体をつきとめ、涼とともにその屋敷へと向かった。
二人は身分を偽って屋敷に潜入したところ、オカルトに狂った華子の父・隆道が呼び出したツァトゥグァが再び出現し、屋敷の住人をことごとく殺し始めるさまを目撃する。ツァトゥグァのあぎとから逃れ、かろうじて屋敷を脱出した雄介と涼の目の前で、藤原家の屋敷は火に包まれ、焼け落ちていった。
そして、人々の生活の中に、徐々に魔の気配がその濃さを増し、恐るべき侵略がじわりと始まっていく。（以上、第二巻冒頭部まで）

## 主要なキャラクター

### 地球軍
安西雄介
天魁星。禍津神。須佐之男命の転身。元は新左翼あがりのルポライター。クトゥルーと戦うために人類軍団を組織し、のちに潜水空母〈アーク〉を拠点とした地球軍総司令となった。弟は安西竜二。父は右翼の大物・安西英良。
安西竜二
天偉星。西海竜王。元はR大柔道部主将。身長190cm以上、体重100kg以上の巨漢。極めて強い精気とパワーの持ち主。兄は安西雄介。父は安西英良。
加賀四郎
天光星。オカルト研究家。頭脳明晰で、知略に極めて優れている。クトゥルーの侵攻をきっかけに雄介と行動をもとにするようになり、のちにはその参謀として地球軍の幹部となった。
那須俊明
天炸星。安西雄介がかつて率いていた左翼セクト《第三革命戦線》元メンバー。爆発物のスペシャリスト。
左門字徹
天妙星。安西雄介がかつて率いていた左翼セクト《第三革命戦線》元メンバー。形態、声帯模写、語学に精通した変装の名人。通称カメレオン。
草薙三四郎
天剣星。安西雄介がかつて率いていた左翼セクト《第三革命戦線》元メンバー。希代の詐欺師で、あらゆる乗り物の操縦に精通している。
アレクサンドル・ニコライエヴィッチ・カミンスキー
地球軍少佐。元はソ連軍情報部員として米国陸軍でスパイ活動を行っていた。《アーク》号で銃器などの機械化部隊《夢部隊》を率いる。
橘安生
天香星。地球軍所属の超能力者。テレパス、サイコキネシス。
那須珠子
天声星。地球軍所属の超能力者。テレパス、透視者。兄は那須俊明。相模忍と結ばれる。
阿部晴明
天耳星。地球軍所属の超能力者。予知能力者。
桂木円
地球軍所属の戦士。元R大剣道部女子主将。あだ名は小角。役行者の子孫。柴文明と結ばれる。
柴文明
天狗星。地球軍所属の戦士。元R大空手部部員。桂木円と結ばれる。
相模忍
天敏星。地球軍所属の戦士。元R大射撃部主将。加賀四郎に参謀としての才能を見出され、その補佐を務めるようになる。那須珠子と結ばれる。
金剛一童
天童星。地球軍所属の戦士。元R大相撲部主将で、史上唯一、体が大きすぎて大相撲の新弟子検査を断られたという逸話の持ち主。その分厚い肉は銃弾も通さない。

### 先住者
北斗多一郎
天北星。天津神《みづち》の若長で、北斗礼津の孫息子。先住者最大の戦士の一人で、正体は八岐大蛇。元は北斗化学の副社長で、妻は藤原華子。前妻は葛城秌子で、この時は婿入りしており葛城多一郎であった。伊吹涼を寵愛し、その死後になって次第に涼に強い執着を見せる。安西雄介とは微妙な対立関係にある。タイムトラベル能力を有しており、戦国時代に転生した際には織田信長としてクトゥルーの神々と闘った。
伊吹風太
天煌星。天津神《火の民》の若長。先住者最強といわれる《火の民》の中でも最強を誇る戦士。伊吹涼の弟だが、平凡な兄とは違い、極めて非凡なカリスマ性と才能の持ち主である。
葛城天道
天津神《天孫族》葛城家の当主で、闇社会を牛耳る葛城財団の長。人間との混交が進んだため、先住者としての能力は失われかけているという。
葛城秌子
天道の娘で、雄介の憧れの恋人であるが、北斗多一郎と政略結婚していた。離婚後、安西雄介と結ばれるが、その直後に無残な死を遂げる。その時、胎内に宿していた子は行方不明となった。
葛城繁
葛城天道の末弟。カルト的な幻想絵画を得意としており、その絵によってクトゥルーの侵攻を予言していた。謎の死を遂げる。
白鳥夏姫
天津神《翼の民》の長。正体は霊鳥・五位鷺。元は清楚な女子大生。先住者として覚醒したのちに、人間である生島耕平と激しい恋におち、それが因となって非業の死を遂げる。
北斗礼津
天禍星。天津神《みづち》の長老。天地創造にも深くかかわったとされる女媧。元は北斗化学創業者の妻。その強大なパワーにより、神州・日本を核ミサイル攻撃から身を挺して守り、深い傷を負う。
藤原華子
地穢星。国津神《地の民》地這いの姫。元は藤原氏の直系の華族の出。北斗多一郎の妻で、派手ないでたちをしている。
茨木瞳子
地恋星。国津神《鬼族》の戦士。正体は茨木童子。元は北斗化学秘書。《みづち》の眷属として北斗多一郎に仕えつつ、彼に密かな恋心を抱いており、その嫉妬から涼を死に追いやる。のちに魔界王フランシスの母代りとなる。
結城伽耶子
天婉星。天津神《翼の民》。正体はカルラ。結城大和の妹として、先住者覚醒計画の中心のひとりとして登場し、のちに白鳥夏姫の従者となった。白鳥夏姫の死後は《翼の民》を率いた。
結城大和
天奇星。《眼》。優れた予知、透視能力者であり、先住者のどの部族にも属さない特異な存在である。正体は巨大な眼球。戦闘能力をほとんどもたず、レーダー的役割を果たす。

### その他の人物
伊吹涼
風太の兄で、平凡な私大生。《火の民》首領の伊吹家の長男だが、火の民の血は引いておらず、正体は生命の根源・惑星ユゴス。須佐之男命の妻・クシナダヒメ、織田信長の寵童・森蘭丸の転身。北斗多一郎にさらわれ、軟禁・凌辱されるが、庇護者である北斗多一郎を次第に慕うようになる。
生島耕平
安西雄介の弟分のルポライター。白鳥夏姫の恋人。奇病ランド・シンドロームの取材中に、北斗化学の研究チームの手におち、人体実験のモルモットとされる。のちに発病して死亡。
フランシス
魔都と化した破里（パリ）を支配していた《魔界王》。おそらくは放射能の影響によって、すさまじいパワーの超能力を持つようになった幼児。孤児だが、茨木瞳子を母として慕っている。

### クトゥルーの邪神
クトゥルー
クトゥルーの神々の首魁。海底のルルイエに封印されていた。
安西英良
右翼の大物。正体はクトゥルーの邪神の一、ダゴン。安西雄介、竜二兄弟の父で、伊吹涼の父をも名乗るが、それぞれ血縁関係の実際は不明である。彼がクトゥルーに属していたことが、安西雄介のトラウマとなり、彼の覚醒を長らく妨げることとなる。

## 作品一覧

### 正伝
順にカドカワノベルズ、角川文庫、ハルキ文庫。日付は発行日。
1. 魔界水滸伝1：1981年11月01日（ISBN 4-04-770901-8）、1986年9月10日（ISBN 4-04-150017-6）、2000年11月18日（ISBN 4-89456-797-0）
2. 魔界水滸伝2：1982年3月25日（ISBN 4-04-770902-6）、1986年10月10日（ISBN 4-04-150018-4）、2000年11月18日（ISBN 4-89456-798-9）
3. 魔界水滸伝3：1982年8月25日（ISBN 4-04-770903-4）、1986年10月25日（ISBN 4-04-150019-2）、2001年2月18日（ISBN 4-89456-828-4）
4. 魔界水滸伝4：1982年11月25日（ISBN 4-04-770904-2）、1987年3月10日（ISBN 4-04-150020-6）、2001年2月18日（ISBN 4-89456-829-2）
5. 魔界水滸伝5：1983年10月25日（ISBN 4-04-770905-0）、1987年5月10日（ISBN 4-04-150021-4）、2001年8月18日（ISBN 4-89456-883-7）
6. 魔界水滸伝6：1983年11月25日（ISBN 4-04-770906-9）、1987年8月10日（ISBN 4-04-150022-2）、2001年10月18日（ISBN 4-89456-899-3）
7. 魔界水滸伝7：1984年6月25日（ISBN 4-04-770907-7）、1987年11月10日（ISBN 4-04-150023-0）、2001年12月18日（ISBN 4-89456-830-6）
8. 魔界水滸伝8：1984年11月25日（ISBN 4-04-770908-5）、1987年11月10日（ISBN 4-04-150024-9）、2002年2月18日（ISBN 4-89456-958-2）
9. 魔界水滸伝9：1985年4月25日（ISBN 4-04-770909-3）、1988年6月10日（ISBN 4-04-150025-7）、2002年4月18日（ISBN 4-89456-968-X）
10. 魔界水滸伝10：1985年11月25日（ISBN 4-04-770910-7）、1988年6月10日（ISBN 4-04-150026-5）、2002年8月18日（ISBN 4-89456-984-1）
11. 魔界水滸伝11：1986年5月25日（ISBN 4-04-770911-5）、1988年8月25日（ISBN 4-04-150027-3）、2002年10月18日（ISBN 4-7584-3012-8）
12. 魔界水滸伝12：1987年5月25日（ISBN 4-04-770912-3）、1990年8月10日（ISBN 4-04-150030-3）、2002年12月18日（ISBN 4-7584-3021-7）
13. 魔界水滸伝13：1987年10月25日（ISBN 4-04-770913-1）、1991年5月10日（ISBN 4-04-150031-1）、2003年2月18日（ISBN 4-7584-3027-6）
14. 魔界水滸伝14：1988年6月25日（ISBN 4-04-770914-X）、1992年1月10日（ISBN 4-04-150032-X）、2003年4月18日（ISBN 4-7584-3037-3）
15. 魔界水滸伝15：1988年12月20日（ISBN 4-04-770915-8）、1992年4月10日（ISBN 4-04-150033-8）、2003年6月18日（ISBN 4-7584-3046-2）
16. 魔界水滸伝16：1989年7月25日（ISBN 4-04-770916-6）、1992年7月25日（ISBN 4-04-150034-6）、2003年8月18日（ISBN 4-7584-3063-2）
17. 魔界水滸伝17：1990年1月25日（ISBN 4-04-770917-4）、1992年10月10日（ISBN 4-04-150035-4）、2003年10月18日（ISBN 4-7584-3072-1）
18. 魔界水滸伝18：1990年6月25日（ISBN 4-04-770918-2）、1993年1月10日（ISBN 4-04-150036-2）、2003年12月18日（ISBN 4-7584-3081-0）
19. 魔界水滸伝19：1990年11月25日（ISBN 4-04-770919-0）、1993年4月25日（ISBN 4-04-150037-0）、2004年2月18日（ISBN 4-7584-3088-8）
20. 魔界水滸伝20：1991年6月25日（ISBN 4-04-770920-4）、1993年7月10日（ISBN 4-04-150038-9）、2004/4/18日（ISBN 4-7584-3096-9）

### 外伝
順にカドカワノベルズ、角川文庫。日付は発行日。
1. 白銀の神話 信長の巻：1991年10月25日（ISBN 4-04-770921-2）、1994/7/25日（ISBN 4-04-150040-0）
2. 白銀の神話 蘭丸の巻：1992年5月25日（ISBN 4-04-770922-0）、1995年1月25日（ISBN 4-04-150041-9）
3. 白銀の神話 運命の巻：1992年10月25日（ISBN 4-04-770923-9）、1995年6月25日（ISBN 4-04-150044-3）
4. 白銀の神話 本能寺の巻：1993年10月25日（ISBN 4-04-770924-7）、1995年11月25日（ISBN 4-04-150045-1）

## 関連出版物

### イメージアルバム
本作品を題材としたイメージアルバムが発売されている。ハードロックと弦楽器、邦楽を組み合わせた、やや前衛的な曲を主体として構成されている。著者の栗本薫も作曲、作詞、演奏に参加している。
魔界水滸伝
- 発売日：1987年11月21日
- 発売元：ポニーキャニオン
- 演奏：SAGA
- ジャケット：天野喜孝
- 収録曲
  1. プロローグ（作曲：栗本薫　編曲：淡海悟郎）
  2. SHIKI〜SOKU〜ZE〜KU（作・編曲：淡海悟郎　作詞：栗本薫　訳詞：木原茂生）
  3. 北斗七星－北斗多一郎のテーマ〜伊吹涼のテーマ（作曲：栗本薫、淡海悟郎　編曲：淡海悟郎）
  4. インスマウスマーチ（作曲：栗本薫、淡海悟郎　編曲：淡海悟郎）
  5. 不二（作曲：栗本薫　編曲：栗本薫、堅田喜三久）
  6. 小組曲“NATSUKI”
〜プレリュード（作曲：J.S.Bach、栗本薫　編曲：淡海悟郎）
〜その愛（作曲：石川昌彦　編曲：淡海悟郎　作詞：栗本薫）
〜その死（作曲：栗本薫　編曲：淡海悟郎）
〜飛翔（作・編曲：淡海悟郎）
〜レクイエム（作曲：栗本薫　編曲：淡海悟郎　作詞：栗本薫）
  7. DOOMSDAY（作曲：石川昌彦　編曲：淡海悟郎　作詞：栗本薫）
  8. エピローグ（作曲：栗本薫　編曲：淡海悟郎）

### ゲームブック
- 『魔界水滸伝』（角川書店）（ISBN 4-04-852055-5　1987年3月5日発行）
本作品を題材としたアドベンチャー・ゲームブック。おおむね第一部「魔界誕生編」を基に作成されているが、ストーリーは大幅にアレンジされている。プレイヤーは、安西雄介として、仲間たちとともにクトゥルーの神々と戦うために、局面ごとにさまざまな行動を選択しつつ、ゲームを進めていく。

## グイン・サーガとの関係
ストーリーに直接の関連はないが、「イロン写本」「大導師アグリッパ」など、『グイン・サーガ』に登場するアイテムや人物の名が作中に登場する。また、物語終盤で登場するクトゥルー邪神アザトートは、手足のない一つ目の赤ん坊のような形態であると描写されており、その姿は『グイン・サーガ』にしばしば登場する謎の生命体のものと共通する。『グイン・サーガ外伝』には、太古の神々たるク・ス＝ルーの神々の一神としてラン＝テゴスの名が登場し、またクトゥルーを思わせるク・スルフと名乗る生命体が現れている。

## 反響
作家の森瀬繚は、本作の影響でクトゥルフ神話に親しむようになった読者が大勢いたと電ファミニコゲーマーとのインタビューの中で話しており、おそらくこれが日本における最初のクトゥルフ神話ブームだろうと推測している。また、森瀬は、魔界水滸伝ブームの影響の例として、本作連載期間中の1982年に発行された『世界の怪獣大百科』（勁文社）を挙げている。